# Galeria Engram
Galeria Engram − galeria sztuki współczesnej znajdująca się w stolicy województwa śląskiego, na placu Sejmu Śląskiego 2, w gmachu Katowice Miasto Ogrodów - Instytucji Kultury im. Krystyny Bochenek.
Galeria początkowo funkcjonowała jako Galeria ASP, w której każdego roku prezentowane były prace dyplomowe absolwentów Akademii Sztuk Pięknych w Katowicach.
Kuratorem wystaw był Krzysztof Kula, pracownik naukowy Instytutu Sztuki Uniwersytetu Śląskiego w Cieszynie. 
Obecnie kuratorem  galerii jest Katarzyna Łata-Wrona.

## Ostatnie wystawy w galerii Engram
- Krzysztof Tomalski „Za wielkim oknem” – wystawa grafiki[1]
- Karol Formela – wystawa „Magja”[2]
- Zofia Szota – wystawa „Struny Światła”[3]